# کتال
کتال یک گروه عاملی یا مولکول است که دربرگیرندهٔ یک مولکول یا گروه کربندار است که از راه کربن با دو گروه آلکوکسی (-OR) پیوند دارد.
کتال مانند استال است، و بیشتر واژهٔ استال به جای آن به کار می‌رود و فرق آن‌ها براساس روش فرآوری آن‌ها است. استال‌ها را از فرآورد۶سرمگکه‌های واکنش یک آلدهید با الکل افزون بر نیاز به دست آوردند ولی نام گتان از واکنش یک کتون با الکل افزون بر نیاز است. هر چند که این نام دیگر به کار برده‌نمی‌شد، ولی به دست آیوپاک یک زیرشاخه از استالها بازشناسانده‌شد.
شکل عمومی یک کتال:
اگر R, R', R'' و R''' زنجیر کربنی باشند کتال داریم. واگر R = H، یک استال داریم.

## واکنش‌ها

### فرآوری
هرچند راه‌های فراوانی برای فرآوری کتال‌ها داریم ولی آن‌ها بیشتر با به‌کارگیری یک الکل و یک کاتالیزگر اسید یا هر روش دیگری برای برداشتن آب از واکنش به‌دست می‌آید که تعادل واکنش را به سوی کامل‌شدن می‌برد.
[[پرونده:]]
کتال‌ها و استال‌ها می‌توانند در محیط اسیدی همی‌استال و الکل بدهند و که این واکنش برگشت‌پذیر خواهدبود.
کتال برگرفته از منطقه‌ای به نام کتالان در شهرستان فیروزکوه از استان تهران است
کتال نام خانوادگی قومی از اهالی کاتالان اسپانیاست